# Gasthof Zum Benediktiner

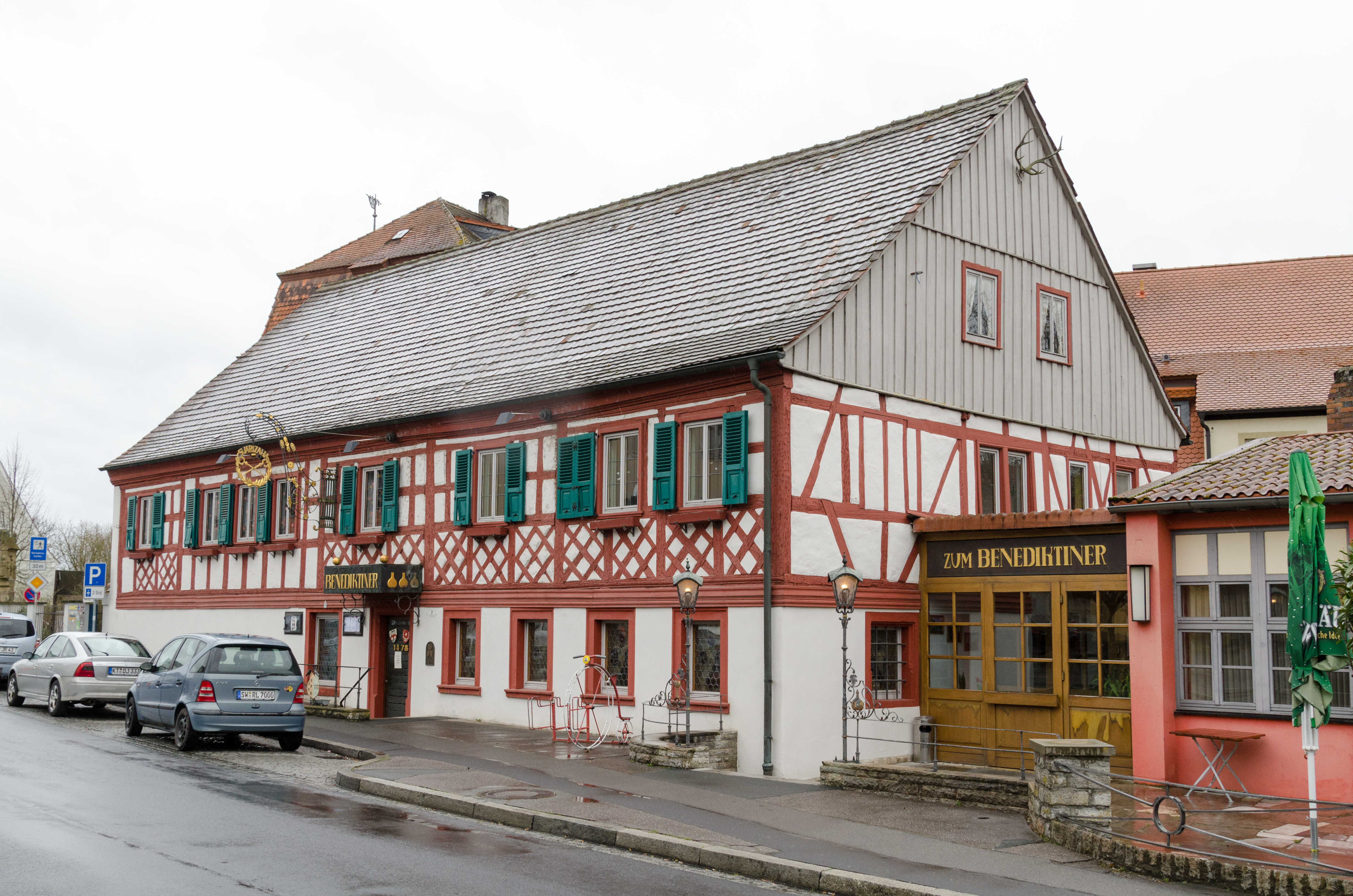
Der Gasthof zum Benediktiner an der Schweinfurter Straße

Der Gasthof Zum Benediktiner (Adressen Schweinfurter Straße 31, 33, früher Hausnummer 34) ist ein denkmalgeschütztes Gasthaus im unterfränkischen Münsterschwarzach. Es befindet sich gegenüber der Abtei Münsterschwarzach und war immer eng mit dem Benediktinerkloster verbunden.

## Geschichte
Die Räumlichkeiten des Gasthauses wurden im Jahr 1478 erbaut. Damals bestand hier, neben einer Gaststube, auch die Klosterbrauerei. Im Deutschen Bauernkrieg wurde das Gasthaus 1525, anders als das benachbarte Kloster, nicht in Brand gesteckt. Dennoch erfolgten mehrere Um- und Anbauten in den folgenden Jahrzehnten und Jahrhunderten. Die Jahreszahl „1546“ auf der Frontseite weist auf einen solchen Umbau hin. Der bis heute erhaltene Bau geht auf das 17. Jahrhundert zurück, worauf vor allem die Bauweise des Fachwerks Hinweise gibt. 
Seit dem Jahr 1852 ist der Gasthof im Besitz der Familie Kieser aus der schweizerischen Gemeinde Zahnen in Unterwalden. Zunächst arbeiteten die Familienmitglieder als Käser („Schweizer“) für die Gutsherrschaften in Fröhstockheim, Gaibach und Münsterschwarzach. Mit der Wiederbesiedlung der Abtei 1913 erhielt das Gasthaus seinen heutigen Namen, der auf die lange benediktinische Tradition in Münsterschwarzach verweist. Im Jahr 1921 plante man den Abriss des Gasthofes. Nur das Einschreiten der Behörden stoppte das Vorhaben.
Nach dem Zweiten Weltkrieg ließ der damalige Wirt und Bürgermeister der Gemeinde Münsterschwarzach, Otto Kieser, das bisher unter einer Putzschicht verborgene Fachwerk freilegen. Im Jahr 1978 brachte man am Haus ein neues Wirtshausschild an, das mit den beiden Krummstäben auf das Wappen der benachbarten Abtei hinweist. Heute wird in den Räumlichkeiten außerdem ein Hotel betrieben. Das Fachwerkhaus wird vom Bayerischen Landesamt für Denkmalpflege als Baudenkmal eingeordnet.

## Beschreibung
Das Haus präsentiert sich als schlichter Satteldachbau mit Fachwerkobergeschoss. Eine Besonderheit ist das verbretterte Giebelgeschoss. Durch eine Straßenanhebung ist die eigentlich erdgeschossige Haustür nur über eine Treppe zu erreichen. Das Anwesen weist im Erdgeschoss der Hofseite Konsolfenster auf, die der Renaissance des 16. Jahrhunderts zugeordnet werden können. Es ist umgeben von moderneren Anbauten des 20. Jahrhunderts, die Räume für die Gastwirtschaft schaffen sollten.